# Ethel R. Harraden
Pour les articles homonymes, voir Harraden et Glover.
Ethel Rosalie Harraden puis Mrs. Frank Glover, née le 14 janvier 1857 et morte le 5 janvier 1917, est une pianiste, compositrice et critique musicale anglaise.

## Biographie
Ethel R. Harraden nait à Islington, Middlesex, Angleterre, en 1857, fille de Samuel Harraden, importateur d'instruments de musique et Rosalie Harraden. Elle est connue pour avoir composé ses premières œuvres dès l'âge de cinq ans. Après avoir terminé ses études à la Royal Academy of Music, elle travaille comme pianiste et compositrice.
Elle s'installe à Leamington Spa le 1er août 1892, quand elle épouse Frank Glover. Ils auront un fils unique, Eric .
Harraden s'est intéressée à la composition de musique de scène, collaborant parfois avec son frère Herbert Harraden , qui écrit les livrets de deux de ses opérettes et le texte de plusieurs de ses chansons. Elle met parfois en musique des textes écrits par ses sœurs benjamines Gertrude, parolière, et Beatrice, écrivaine et suffragette,,.
Elle écrit des critiques pour le Leamington Spa Courier, un journal appartenant à son mari. Elle joue également avec talent du violoncelle.
Elle meurt le 5 janvier 1917 à l'âge de soixante ans à Leamington Spa,,.

## Œuvres
Harraden a composé principalement des ballades et de la musique de scène.
- Two Melodies
- I go to prove my soul (Texte : Robert Browning) (vers 1884)
- The rainy day (Texte : Henry Wadsworth Longfellow)
- Pearl, cantate
- His Last Chance, opérette (1890)
- The Lady in Pink, opérette (1891)
- The Taboo, opéra fantastique (1895) [3]